# Cerastium commersonianum
Cerastium commersonianum är en nejlikväxtart som beskrevs av Nicolas Charles Seringe. Cerastium commersonianum ingår i släktet arvar, och familjen nejlikväxter. Utöver nominatformen finns också underarten C. c. darwinianum.